# Sarajevo (canción)
«Sarajevo» es una canción interpretada por la banda alemana de heavy metal Axxis y fue escrita por Bernhard Weiss, Walter Pietsch, Harry Oellers.  Apareció por primera vez en el álbum Voodoo Vibes, lanzado por Spin Records en 1997.

## Descripción
La melodía fue publicada como sencillo poco antes de Voodoo Vibes, en formato de disco compacto en 1996. A diferencia del álbum, este sencillo se lanzó de forma independiente por la banda, para promocionar el disco. En este sencillo se numeraron las canciones «C'est La Vie» y «Fire and Ice» en versiones acústicas, además de una edición más corta del tema principal.  «Sarajevo» fue producido por Bernhard Weiss, Walter Pietsch, Harry Oellers y Thomas Kemper.
En un principio, este sencillo solamente se podía adquirir en la página oficial de Axxis.

## Lista de canciones
| N.º   | Título                                     | Escritor(es)                                    | Duración |  |
| 1.    | «Sarajevo» (versión corta)                 | Bernhard Weiss / Walter Pietsch / Harry Oellers | 3:12     |  |
| 2.    | «C'est La Vie» (versión de tango acústico) | Weiss / Pietsch / Oellers                       | 2:31     |  |
| 3.    | «Fire and Ice» (versión acústica)          | Weiss / Pietsch                                 | 3:27     |  |
| 4.    | «Sarajevo» (versión del álbum)             | Weiss / Pietsch / Oellers                       | 4:33     |  |
| 13:43 |                                            |                                                 |          |  |

## Créditos
- Bernhard Weiss — voz principal.
- Walter Pietsch — guitarra acústica y guitarra eléctrica.
- Harry Oellers — teclados.
- Markus Gfeller — bajo.
- Richard Michalski — batería.